# حلوة ومرة
حلوة ومرة هو برنامج تلفزيوني في ال بي سي الفضائية اللبنانية. تقدّمه أنابيلا هلال ،كارلا حداد، كارلا يونس وإليز فرح وعفاف دمعة. يقدم موسم 2013-2014 كل من ساشا دحدوح وجويس الهاشم وبلال العربي.

## الموسم الثاني
انطلق الموسم الثاني في سبتمبر 2011.

## وصلات خارجية
- الموقع الرسمي
- حلوة ومرة  على فيسبوك.
- أل بي سي في يوتيوب (لمشاهدة حلقات حلوة ومرة)